# Rio Rancho
Rio Rancho er en amerikansk by i Sandoval County, i staten New Mexico. I 2006 havde byen et indbyggertal på 71.607.

## Ekstern henvisning
- Wikimedia Commons har flere filer relateret til Rio Rancho
- Rio Ranchos hjemmeside (engelsk)

35°12′N 106°42′V / 35.2°N 106.7°V